# Kurt Kreuger
Kurt Kreuger (ur. 23 lipca 1916 w Michendorf, zm. 12 lipca  2006) – niemiecki aktor filmowy i telewizyjny.

## Filmografia
seriale
- 1955: Crusader jako Dolkov
- 1960: Route 66 jako Otto Wellers
- 1964: Get Smart jako Auerbach
- 1975: Wonder Woman

film
- 1940: Ukaż się, moja ukochana jako Niemiecki wartownik
- 1944: Panna Fifi jako Porucznik von Eyrick-zwany ‘Fifi’
- 1948: Nieszczerze oddana jako Anthony
- 1966: Co robiłeś na wojnie, tatku? jako Niemiecki Kapitan
- 1968: To Die in Paris jako Oficer gestapo

## Wyróżnienia
Posiada swoją gwiazdę na Hollywoodzkiej Alei Gwiazd.